# Briefroman

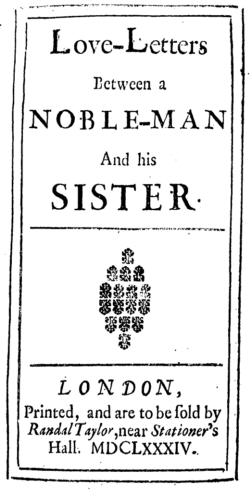
Aphra Behn (1684) Love Letters Between a Noble Man and His Sister

Een briefroman of brievenroman is een roman die vrijwel geheel of uitsluitend bestaat uit gefingeerde correspondentie tussen verschillende figuren of uit brieven van slechts één persoon. Dit literaire genre was vooral populair in de 18e eeuw.

## Kenmerken
Meestal maakt men een onderscheid tussen verschillende typen briefromans: briefromans waarin de brieven van één briefschrijver worden weergegeven, romans met een briefwisseling tussen twee personages en romans met een briefwisseling tussen meer dan twee personages. Bij de laatste twee typen spreekt men ook wel van briefwisselingsroman.
Een kenmerk van een briefroman is dat het vertelperspectief niet bij een externe verteller ligt, maar bij de verschillende briefschrijvers zelf. Men kan de briefroman dus beschouwen als een nevenvorm van het type roman waarin een ik-verteller aan het woord is. Verder is er vaak een diversiteit aan stijlen aanwezig, bedoeld om onderscheid te maken tussen de verschillende brievenschrijvers en hun individuele karakters. Een voordeel van deze verteltechniek is dat het een ideale manier is om de personages door middel van hun correspondentie zichzelf te laten beschrijven, en om bepaalde zaken van diverse kanten te belichten. Een nadeel is dat gebeurtenissen soms meer dan een keer verteld moeten worden zodat alle personages op de hoogte zijn.
Dikwijls bevat een briefroman ook een voor- en/of nawoord, waarin de ‘uitgever’ of ‘tekstbezorger’ verklaart dat de brieven authentiek zijn. Deze verklaring is soms ondertekend door de echte auteur van het boek, soms wordt hiervoor nog een ander personage geïntroduceerd dat de brieven zogenaamd ergens gevonden heeft.

## Vroege briefromans
De precieze ouderdom ervan is moeilijk vast te stellen. Als eerste groots opgezette briefroman zou men Love-Letters between a Nobleman and his Sister (1684/85/87) van Aphra Behn kunnen zien. Het oudste literaire werk waarvan met zekerheid vaststaat dat het een briefroman is is Cárcel de amor ("Kerker van de liefde"; ca. 1485) van Diego de San Pedro. Andere bekende vroege briefromans zijn Lettres de Respect, d'Obligation et d' Amour van Edmé Boursault uit 1669, en de eveneens in 1669 door Claude Barbin anoniem gepubliceerde Lettres portugaises. In de geschiedenis van de Engelse literatuur wordt James Howell als de grondlegger van de briefroman gezien.

## Reputatie van de briefroman
De omstreeks 1740 opkomende zedenkundige briefroman is de eerste soort roman die door literatoren ernstig genomen werd. Voordien hadden romans - of het nu schelmenromans, satirische romans of libertijnse romans waren - een bijzonder slechte reputatie. Ze hadden een enorm succes, maar werden door opiniemakers als Justus van Effen een verbasterde vorm van literatuur bevonden. Dat de briefroman wel serieus werd genomen, was voor een groot deel te danken aan de Engelsman Samuel Richardson, wiens briefromans zoals Pamela, or virtue rewarded ("Pamela, of de deugd beloond", 1740) zowel in eigen land als daarbuiten (bijvoorbeeld in Nederland) werden gewaardeerd vanwege hun opvoedende waarde.
Ook veel andere beroemde romans uit de achttiende eeuw hebben de vorm van een briefroman, zoals in het Duits het debuut van Goethe (Die Leiden des jungen Werthers, 1774), in het Frans Les Liaisons Dangereuses (1782) van Choderlos de Laclos en ook de beroemdste Nederlandse roman uit deze periode: Sara Burgerhart. Dat de auteurs, Wolff en Deken, op het titelblad ervan “Historie van mejuffrouw Sara Burgerhart” lieten drukken , en niet “Roman”, heeft misschien deels nog te maken met de oude afkeer van romans, maar vooral verhoogt deze aanduiding – net als de genoemde gefingeerde voorredes in andere briefromans – de indruk van authenticiteit.

## Bekende briefromans
Bekende voorbeelden van briefromans uit de 18e en 19e eeuw zijn:
- Samuel Richardson, Pamela, or Virtue Rewarded (1740), Clarissa Harlowe (1748)
- Johann Wolfgang von Goethe, Die Leiden des jungen Werthers (1774)
- Choderlos de Laclos, Les Liaisons Dangereuses (1782)
- Rhijnvis Feith, Julia (1783)
- Betje Wolff en Aagje Deken, De Historie van mejuffrouw Sara Burgerhart (1782)
- Elisabeth Maria Post, Het land, in brieven (1788)
- Jane Austen, Lady Susan (1794)
- Bram Stoker, Dracula (1897)
- Montesquieu, Lettres persanes (1721)
- Jean-Jacques Rousseau, Julie, ou la nouvelle Héloïse (1761)
- Mary Shelley, Frankenstein (1818)
- Anne Brontë, De huurster van Wildfell Hall (1848)